# Emil Holc
Emil Holc (ur. ok. 1858, zm. 8 lipca 1888 w Łodzi) – polski adwokat, publicysta, bibliotekarz, tłumacz noweli Henryka Sienkiewicza.

## Życiorys
Ukończył w 1880 studia prawnicze na Uniwersytecie Warszawskim. W Warszawie odbył aplikację i podjął pracę pomocnika sekretarza w Sądzie Handlowym w Warszawie. W 1886 został adwokatem przysięgłym i otworzył kancelarię prawną w Łodzi. Ponadto współpracował z „Dziennikiem Łódzkim”. Publikował na jego łamach artykuły o charakterze literackim i społecznym, a także tłumaczył nowele Henryka Sienkiewicza na język niemiecki, które publikował w czasopismach zagranicznych. 2 października 1887 otworzył bibliotekę w swoim mieszkaniu przy ul. Piotrkowskiej 265 (późn. Piotrkowska 43 – Kamienica Oszera Kohna), inspirowaną podobną, prowadzoną wcześniej przez Henryka Elzenberga. Biblioteka funkcjonowała pod nazwą „Czytelnia Łódzka”. W 1888 było w niej zapisanych około 80 czytelników, a jej księgozbiór obejmował ponad 200 książek.
Zginął śmiercią samobójczą około godz. 17:00 8 lipca 1888, zabijając się wystrzałem z rewolweru. Został pochowany w części ewangelicko-augsburskiej Starego Cmentarza w Łodzi (sektor 16_W1, rząd 1, nr grobu 16).